# レベル・ハート
「レベル・ハート」（Rebel Heart）は、アイルランドフォークロック音楽のグループ、ザ・コアーズの3作目のスタジオ・アルバム『イン・ブルー』（2000年）からの曲である。この曲はヴァイオリン、アイルランドの太鼓、ティン・ホイッスルを呼び物としたケルトの影響を与えられた器楽曲である。
作曲はシャロン・コアーによる。BBC北アイルランドのテレビドラマ「レベル・ハート」のテーマ曲として使用され、ザ・コアーズのアルバムにも収録された。2001年1月第43回グラミー賞「最優秀ポップ器楽演奏」にノミネートされた。ザ・コアーズのウェブサイトによると、シャロン・コアーは次のことを述べた、

”「マリブで『トーク・オン・コーナーズ』(“Talk On Corners“)を録音していた時作った曲。ある日、 BBC が1916年イースター蜂起の秋ドラマに使う曲を探していた。とてもアイリッシュな旋律なので、ティン・ホイッスル等を入れたらピッタリだった。」”